# 伊万包詹
伊万包詹（匈牙利語：Ivánbattyán）是匈牙利巴兰尼亚州所辖的一个村。总面积6.13平方公里，总人口134，人口密度21.9人/平方公里（2011年1月1日）。